# Juan Morales, Mexiko
Juan Morales är en ort i Mexiko.   Den ligger i kommunen Yecapixtla och delstaten Morelos, i den sydöstra delen av landet, 70 km söder om huvudstaden Mexico City. Juan Morales ligger 1 367 meter över havet och antalet invånare är 12 756.
Terrängen runt Juan Morales är platt åt nordväst, men åt sydost är den kuperad. Runt Juan Morales är det ganska tätbefolkat, med 222 invånare per kvadratkilometer. Närmaste större samhälle är Cuautla Morelos, 1,4 km väster om Juan Morales. Omgivningarna runt Juan Morales är en mosaik av jordbruksmark och naturlig växtlighet.